# Argyrodes cognatus
Argyrodes cognatus es una especie de araña de la familia de los terídidos endémica de Seychelles. La proliferación de plantas invasoras, especialmente Cinnamomum verum, han llevado a catalogar a esta especie como una especie vulnerable.